# Bácskai István
Bácskai István (1908 – Budapest, 1996. január 23.) magyar jogász. A magyar vasutasok jeles eszperantistája.

## Élete, munkássága
1932-ben avatták jogász doktorrá. A Magyar Államvasutaknál lett szakjogász és elkötelezett híve az eszperantó nyelvnek és mozgalomnak. Szakmai szótárszerkesztő, Hungara Fervojista Mondo (Magyar Vasutas világ) alapítója.
Az 1940-es évektől a vasutas eszperantó mozgalom vezetője. A Magyar Eszperantó Szövetség Vasutas Szakosztályának elnöke, később tiszteletbeli elnöke. Számos vasutas nemzetközi eszperantó kongresszust tartottak és tartanak napjainkban is.
A Magyar Vasutas Eszperantisták Egyesülete (MVEE) ma is működik, 42. Országos Vasutas Eszperantó Baráti Találkozójukat 2010. július 2–4. között tartották Pécsett. Rendezvényeik egyik fő helyszíne az Eszperantó Park volt, ahol tisztelegtek Bácskai István és a többi híres eszperantista (Lazar Markovics Zamenhof, Szerdahelyi István, Giesswein Sándor, Baghy Gyula, Kalocsay Kálmán, Kökény Lajos, Bleier Vilmos, Lengyel Pál (nyomdász), Szentkatolnai Bálint Gábor és a pécsi eszperantisták) emléktáblája előtt.
Bácskai István Budapesten, az Új Köztemetőben nyugszik (VIII., Új Köztemető 44/A-1-286 sírhely).

## Emlékezete

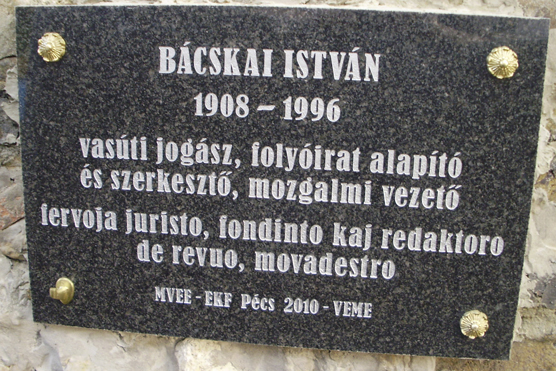
Emléktáblája a pécsi Eszperantó Parkban (2010)

A pécsi Eszperantó Parkban kétnyelvű (magyar-eszperantó) emléktáblát állítottak tiszteletére 2010. május 24-én. Számos eszperantista adománya tette lehetővé, hogy Bácskai Istvánnak emléktáblát állítsanak.

## Kötetei (válogatás)
- Általános igazgatási és jogi ismeretek : jegyzet a MÁV Tisztképző Intézet hallgatói részére. Budapest : Közlekedésügyi Miniszt. I. Vasúti Főoszt., 1953.:III, 178 p.
- Általános igazgatási ismeretek az általános tiszti tanfolyam hallgatói részére. Budapest : KPM Vasúti Főosztály, Személyzeti és Munkaügyi Szakoszt. : Magyar Államvasutak Tisztképző Intézet, 1966. 244 p.